# علیرضا کیامنش
علیرضا کیامنش (زاده ۱۳۲۳ در اندیمشک) روان‌شناس ایرانی و استاد بازنشستهٔ دانشگاه تربیت معلم است. 
او برای ترجمه کتاب استدلال آماری در علوم رفتاری: استنباط آماری برگزیدهٔ هفتمین دورهٔ کتاب سال ایران شد.